# Yves Daudet
Yves Daudet es un profesor universitario francés, profesor emérito de la Facultad de Derecho de la Sorbona, presidente del Curatorium de la Academia de Derecho Internacional de La Haya desde 2017 y juez ad hoc de la Corte Internacional de Justicia desde 2012, al igual que árbitro de la Corte de Conciliación y Arbitraje de la OSCE.

## Biografía
Después de obtener un postgrado en derecho público en 1963 en París, y uno en ciencias políticas al año siguiente en la misma ciudad, Daudet se doctoró en derecho en 1967 en París y se licenció en la Facultad de Derecho de París. Fue admitido en el concurso de admisión en derecho público y ciencias políticas en 1968. Ha impartido clases en varias universidades de Francia y del extranjero, incluyendo Facultad de Derecho de Rabat, Facultad de Derecho de Burdeos, Facultad de Derecho y Ciencias Políticas de Aix-Marsella, en la Universidad de Abiyán y en la Universidad de Mauricio. En 1995 se incorpora a la Universidad de París I Panthéon-Sorbonne.
Entre 1979 y 1984 dirigió el Instituto de Estudios Políticos de Aix-en-Provence "Sciences-po Aix". También fue vicepresidente de la Universidad de París I, encargado entre 1999 y 2004 de las relaciones internacionales y de la coordinación de los servicios jurídicos de la Universidad.
Ha realizado numerosas misiones educativas y administrativas en el extranjero en más de 60 países.[cita requerida]
A partir de 2009, ha sido profesor emérito de la Universidad de París I Panthéon-Sorbonne.
Entre 2005 y 2017 fue Secretario General del Curatorium de la Academia de Derecho Internacional de La Haya, hasta ser designado como presidente en 2017.
Desde 2012 es juez ad hoc de la Corte Internacional de Justicia. Ha ejercido o ejerce como juez ad hoc a petición de Burkina Faso, Bolivia, Nicaragua, Catar, la República Democrática del Congo, Armenia y Ucrania en varios casos. En particular, ha participado en los casos del litigio fronterizo Burkina Faso/Níger (sentencia de 16 de abril de 2013), la obligación de negociar el acceso al Océano Pacífico, Bolivia v. Chile (sentencia del 1 de octubre de 2018), y se participa en seis casos pendientes.
Yves Daudet ha sido árbitro de la Corte de Conciliación y Arbitraje de la OSCE.

## Premios y condecoraciones
- Premio de tesis Georges Scelle de la Cancillería de las Universidades de París.
- Caballero de la Legión de Honor.
- Caballero de las Palmas Académicas, Gran Cruz O'Higgins (Chile).
- Comandante de la Orden del Mérito de la República Federal de Alemania.
- Oficial Orange Nassau (Países Bajos).
- Caballero al Mérito de la Educación Nacional (Costa de Marfil).

## Publicaciones
Daudet ha sido autor de artículos jurídicos publicados:
- La présidence des assemblées parlementaires françaises, PUF, 1965[8]
- Les Conférences des Nations unies pour la codification du droit international, LGDJ, 1968
- Les nouveaux statuts des enseignants du second degré, Sirey, 1974[9]
- Un code de conduite pour les transferts de technologie (dir. publ.), Economica, 1980
- Le droit à l’éducation (collab.), UNESCO, 2001[10]
- Actualités de la codification du droit international, Recueil des cours de l’Académie de droit international de La Haye, T. 303, 2003.[11]

## Publicación en su honor
Algunos antiguos alumnos, posteriormente profesores o investigadores,[cita requerida] organizaron una jornada de estudio para rendirle homenaje y mostrar su gratitud, a la que fueron invitados antiguos alumnos y algunos amigos entre los colegas de Yves Daudet. La jornada se centró en las Naciones Unidas, a cuyo estudio Yves Daudet dedicó gran parte de su carrera académica.
Este acto se celebró en Aix-en-Provence el 18 de octubre de 2013. Las actas fueron publicadas por Pedone en 2014 (Les 70 ans des Nations unies : quel rôle dans le monde actuel ? Journée d'études en l'honneur du Professeur Yves Daudet, Co-dir. d’un par Karine Bannelier-Christakis, Théodore Christakis, Marie-Pierre Lanfranchi, Sandrine Maljean-Dubois, Anne-Thida Norodom, Pedone, Paris, 2014, 258 p.)